# Amszit
Amszit (arab. عمشيت) – miasto w zachodnim Libanie, liczące około 25 tys. mieszkańców. Leży nad Morzem Śródziemnym i jest ośrodkiem maronitów. W mieście zamieszkuje niewielka mniejszość szyicka. Amszit było obiektem ataków w 2006 podczas II wojny libańskiej. 21 stycznia 1948 roku urodził się tam Michel Sulaiman, libański wojskowy i polityk, prezydent Libanu od 2008 roku.